# Oberschaar (Halsbrücke)

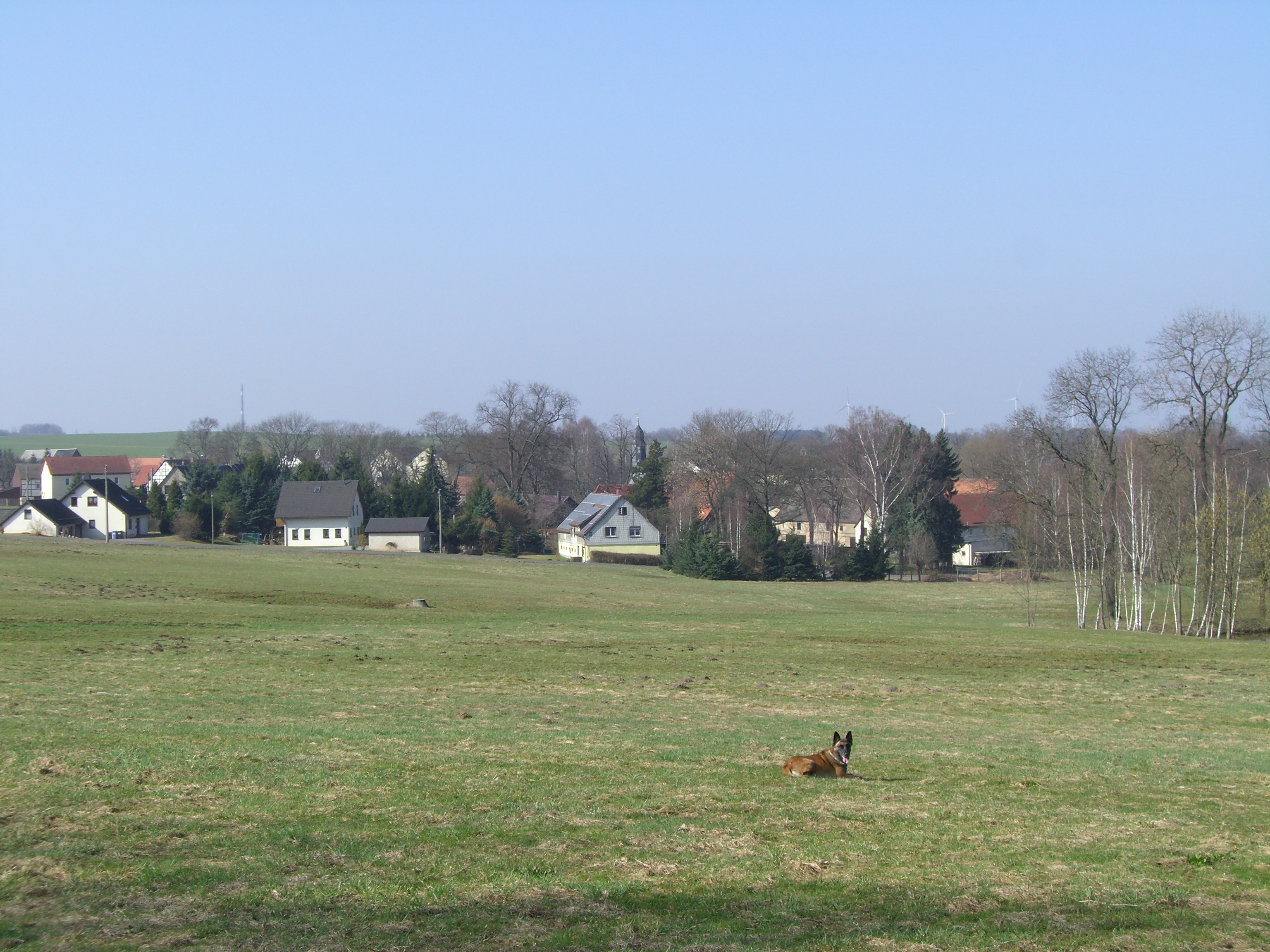
Oberschaar, Blick vom Bahndammwanderweg

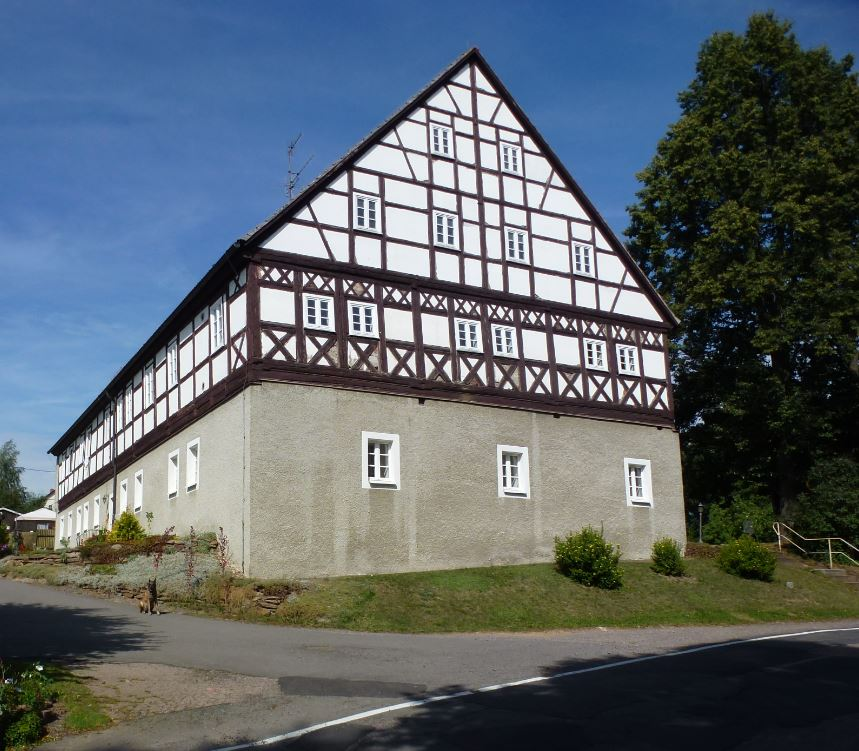
Bürgerhaus Gasthof Oberschaar

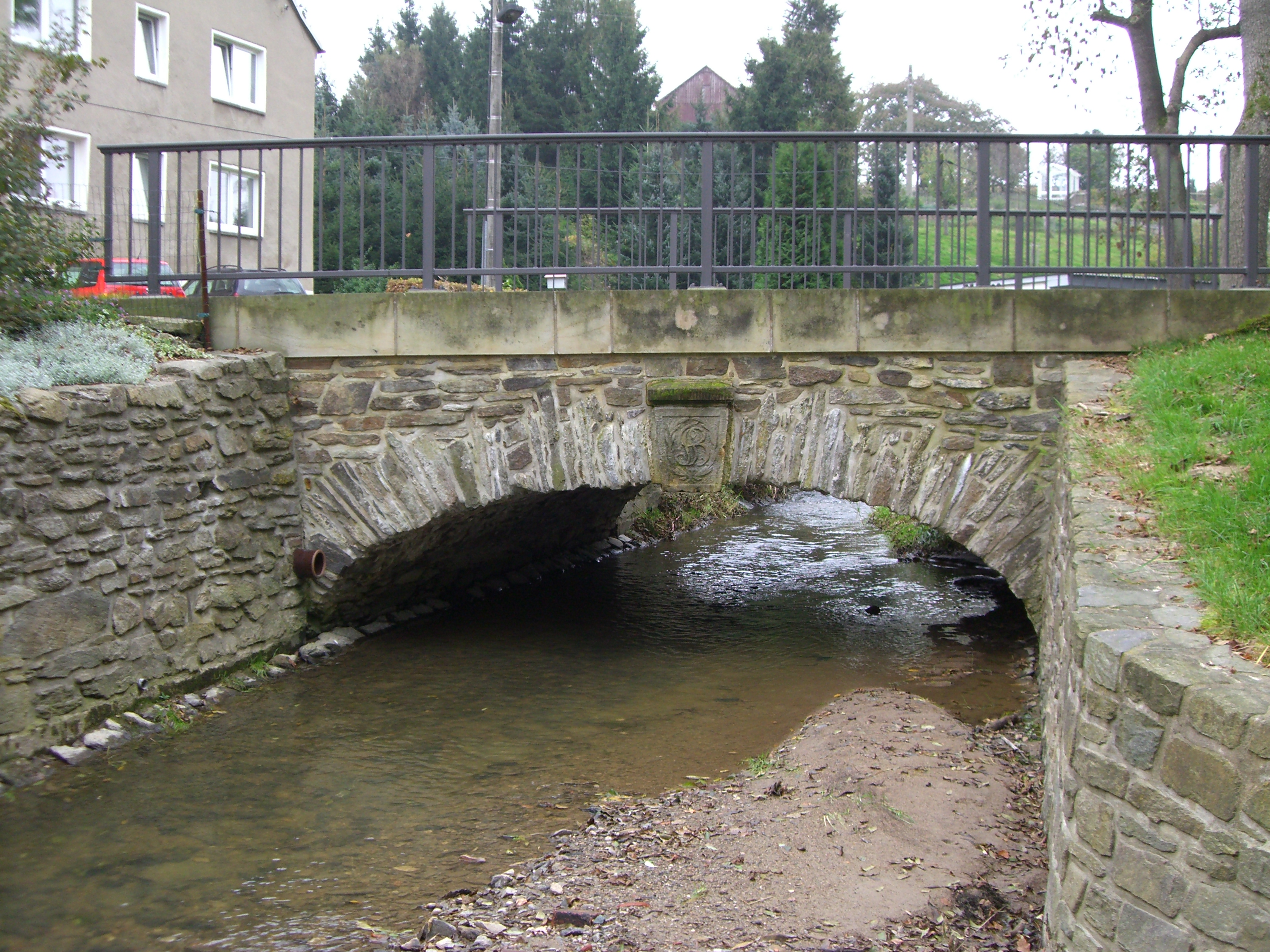
Bruchsteinbrücke, bezeichnet 1825, saniert 2004

Oberschaar ist ein Ortsteil der Gemeinde Halsbrücke im Landkreis Mittelsachsen. Er wurde am 1. Juli 1950 nach Niederschöna und mit diesem am 1. Januar 2006 nach Halsbrücke eingemeindet. 

## Geografie

### Lage und Verkehr
Das Dorf liegt etwa 12 km nordöstlich der Kreisstadt Freiberg in der Aue des Rodelandbaches, einem rechtsseitigen Nebenfluss der Bobritzsch bei etwa 331 m ü. NN. Der Ortsteil ist an das Netz des öffentlichen Personennahverkehrs angeschlossen und überregional über die B 173 sowohl aus Richtung Freiberg als auch aus Richtung Dresden gut erreichbar.

### Nachbarorte
| Reinsberg          | Dittmannsdorf                               |         |
| Krummenhennersdorf | Kompassrose, die auf Nachbargemeinden zeigt | Haida   |
|                    | Niederschöna                                | Erlicht |

## Geschichte

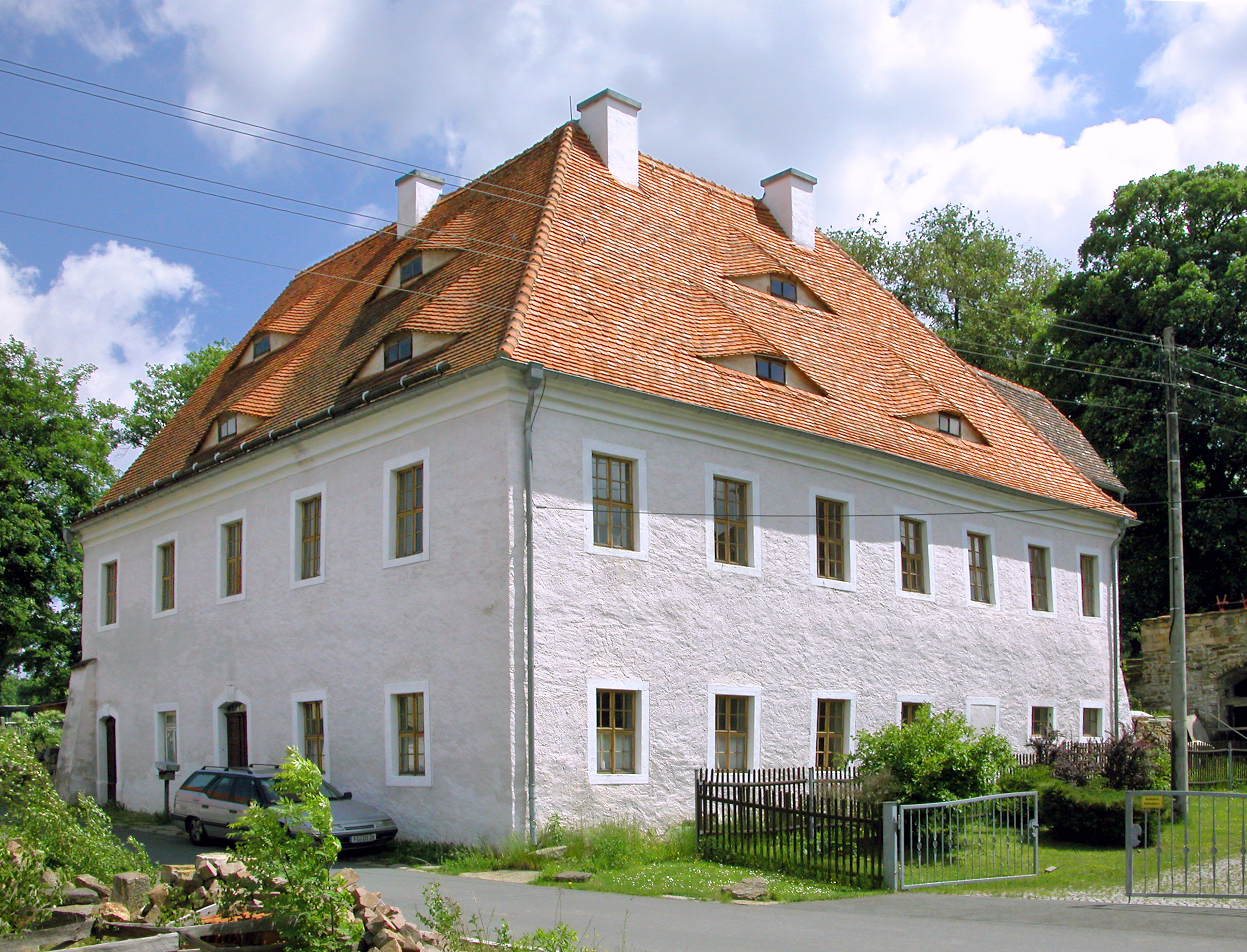
Oberschaar, Herrenhaus des Ritterguts

Das frühere Waldhufendorf wurde 1378 unter dem Namen Dobirschow und Dobirschar als Besitz der Burggrafen von Meißen erstmals erwähnt. Der Ortsname weist auf ein zwischen zwei Grubengrenzen gelegenes Stück Grubenfeld hin, das nicht der Größe einer bergmännischen Maß entsprach (Überschaar, Oberschaar). Im Jahre 1418 heißt es Obirschar, 1445 Owernschar, 1566 Oberschar und 1791 Ober Schaar.
Landesherrliche Verwaltungsbezirke des Dorfes waren 1378 das castrum Freiberg und um 1548 bis 1856 das kursächsische bzw. königlich-sächsische Kreisamt Freiberg, dessen Nordostzipfel der Ort mit Haida bildete. 1856 kam der Ort zum Gerichtsamt Freiberg und nach Trennung von Justiz und Verwaltung 1875 zur Amtshauptmannschaft Freiberg. Die Grundherrschaft lag 1548 beim Rat zu Freiberg. 1606 wurde es zum Rittergut erhoben, das mindestens bis 1875 existierte. Ab 1500 war der Ort nach Krummenhennersdorf gepfarrt. Seit 1940 gehört Oberschaar zur Kirchgemeinde Niederschöna-Oberschaar. 
Bis 1807 wurde auf Oberschaarer Flur in verschiedenen Gruben Erzbergbau betrieben. Ein Hinweis darauf ist im Ortsnamen enthalten, der zugleich bergmännischer Begriff ist. Die Gruben auf Oberschaarer Flur waren:
- So-Gott-will-Erbstolln, 1709–1716
- Segen-Gottes-Erbstolln, 1774–1787
- Goldene-Aue-Erbstolln, 1787
- Jacob Erbstolln, 1789–1791
- Ludwig-Erbstolln, 1806/1807

Von den Fachwerkhäusern im Dorf ist das im 17. Jahrhundert als Gasthof errichtete Gebäude besonders repräsentativ. Um 1830 wurde der Gasthof verändert und 1993 als Bürgerhaus „Gasthof Oberschaar“ saniert. Der straßenseitige Giebel zeigt schönes Fachwerk mit Andreaskreuzen. Der ehemalige Gasthof wird als einer der ältesten Gasthöfe Sachsens genannt.
Am 1. Juli 1950 wurde Oberschaar mit seinem Gemeindeteil Haida nach Niederschöna eingemeindet. Im Jahre 1952 wurde die Landwirtschaftliche Produktionsgenossenschaft (LPG) „Drei Linden“ gegründet. Die landwirtschaftlich genutzten Flächen gehören heute zur Pflanzenproduktion der Agrargenossenschaft Niederschöna. In Oberschaar arbeiteten einst drei Mühlen, die Obermühle, die Mittelmühle und die Niedermühle. Die Niedermühle befand sich noch um 1950 in Betrieb. Zwischen 1923 und 1971 hatte der Ort einen Haltepunkt an der Schmalspurbahn Klingenberg-Colmnitz–Oberdittmannsdorf. Im Streckenverlauf befindet sich heute ein Rad- und Wanderweg.
Durch die zweite Kreisreform in der DDR kam Oberschaar als Ortsteil der Gemeinde Niederschöna im Jahr 1952 zum Kreis Freiberg im Bezirk Chemnitz (1953 in Bezirk Karl-Marx-Stadt umbenannt), der ab 1990 als sächsischer Landkreis Freiberg fortgeführt wurde und im Jahr 2008 im Landkreis Mittelsachsen aufging.
Mit der Eingemeindung der Gemeinde Niederschöna nach Halsbrücke wurde Oberschaar am 1. Januar 2006 ein Ortsteil von Halsbrücke.

### Kirche Oberschaar

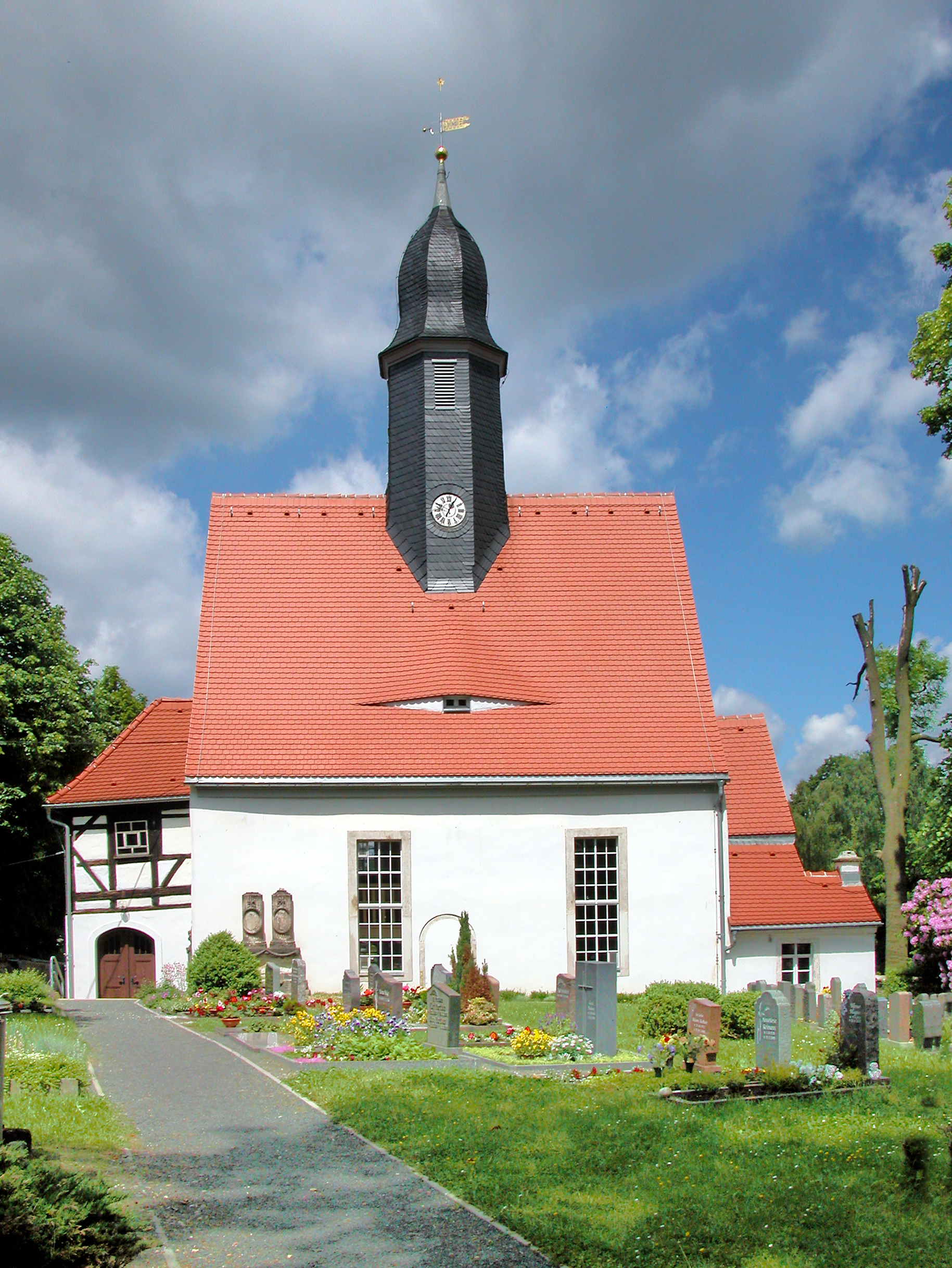
St. Katharinenkirche Oberschaar

Das genaue Alter der kleinen mittelalterlichen Dorfkirche Sankt Katharina ist nicht bekannt. Das bemerkenswerte Altargemälde von 1662 ist eine alte Kopie nach Anthonis van Dyck. Der Taufstein ist mit dem Wappen der Freiberger Patrizierfamilie Alnpeck verziert, die im 16. Jahrhundert hier Grundherr war. Im Jahre 2007 wurde der Dachstuhl und der Glockenstuhl erneuert und es konnte eine zweite Glocke geweiht werden.

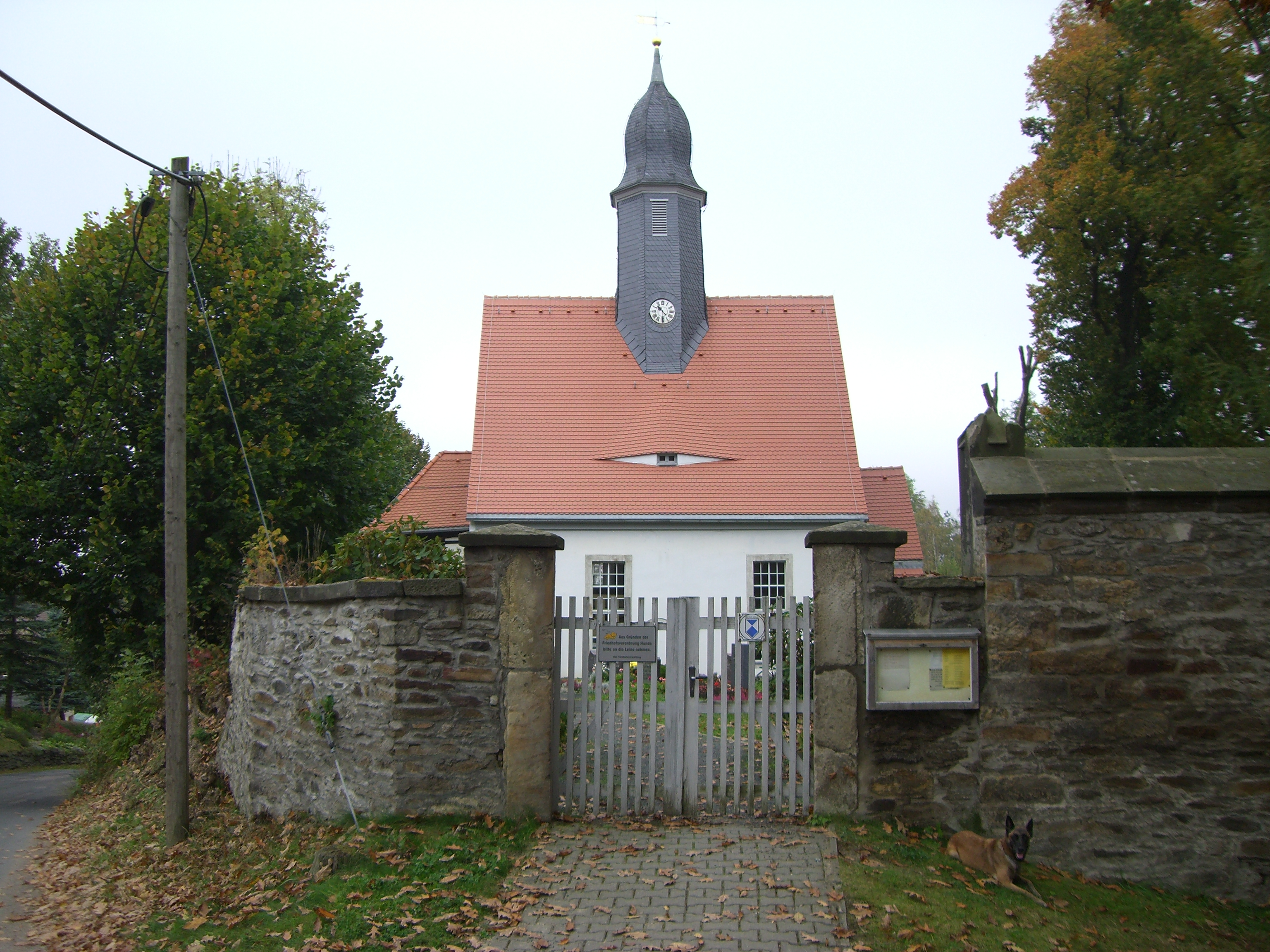
Eingang zum Kirchhof
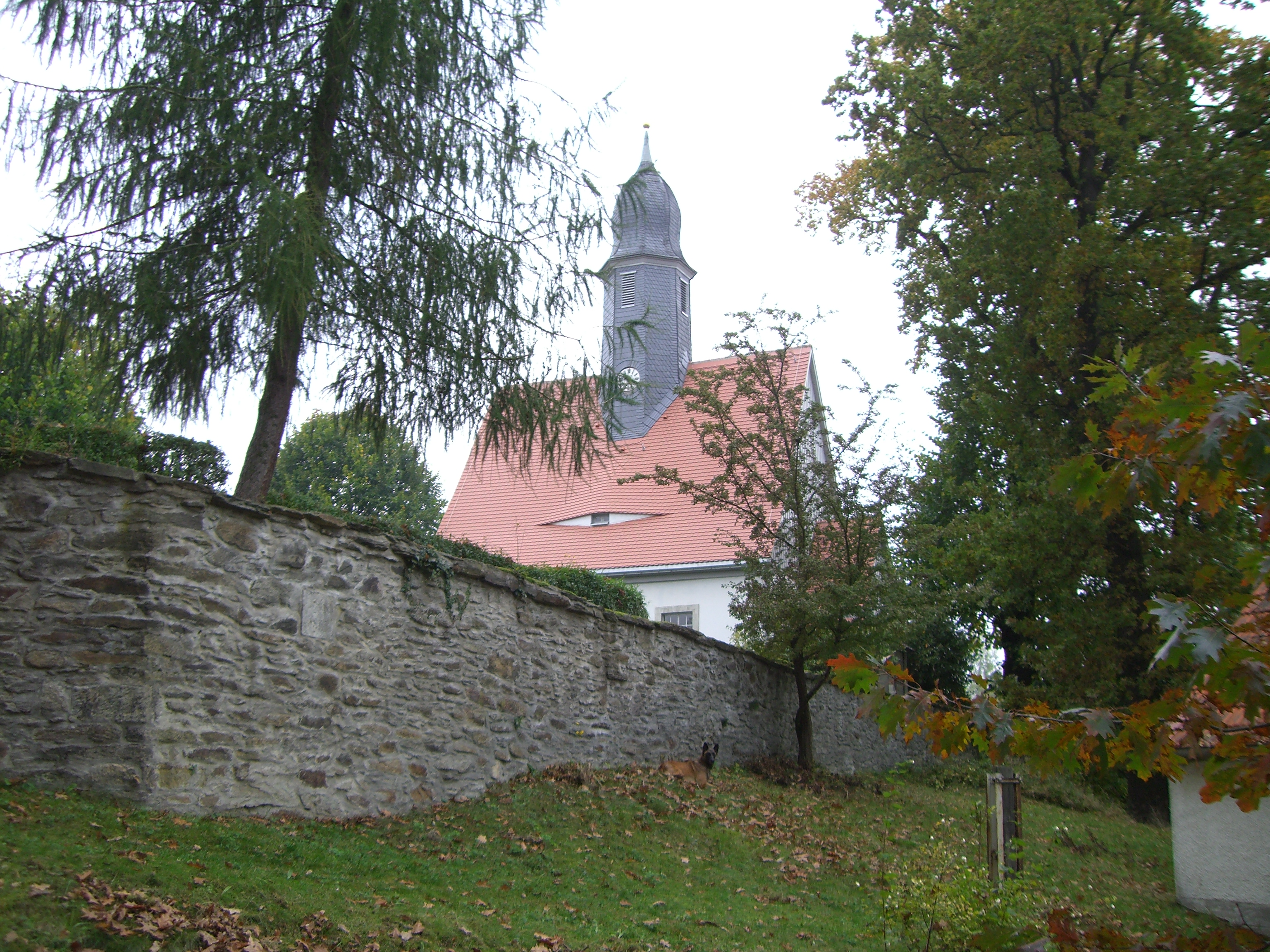
Die Kirche mit der mittelalterlichen Umfassungsmauer
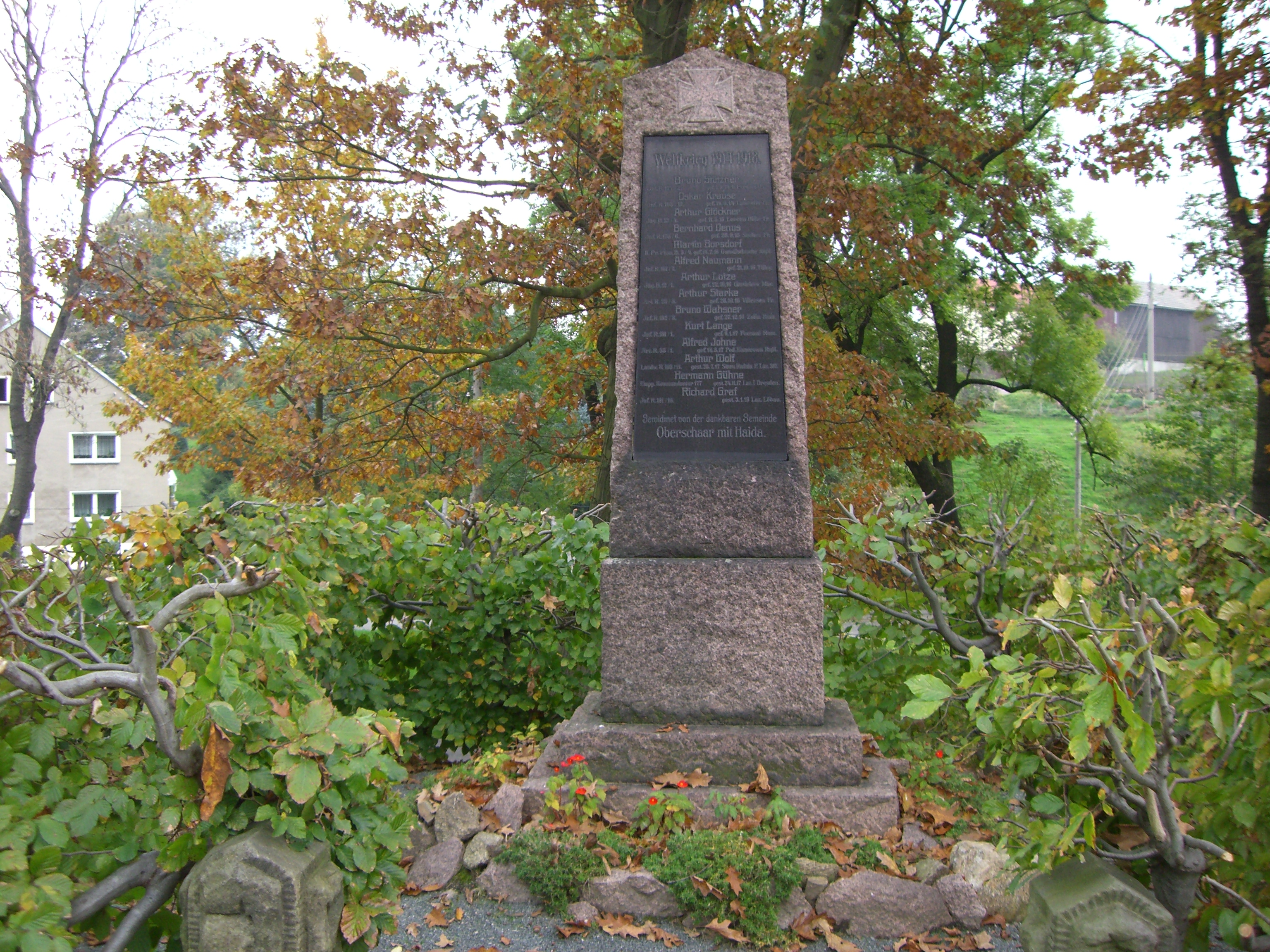
Obeliskartiges Denkmal für die Toten des Ersten Weltkrieges

### Entwicklung der Einwohnerzahl
1548: 22 besessene Mann, 41 Inwohner, 18 Hufen; 1764 10 besessene Mann, 10 Gärtner, 13 Hufen je 12 Scheffel.
Stand jeweils 31. Dezember:
| 1834 bis 1910 - 1834: 308 - 1871: 372 - 1890: 375 - 1910: 311 | 1925 bis 1946 - 1925: 316 - 1939: 320 - 1946: 395 |

Einziger Ortsteil war Haida, ehe Oberschaar 1950 nach Niederschöna eingemeindet wurde. Zum 1. Januar 2006 wurde die Gemeinde Niederschöna mit Ortsteilen nach Halsbrücke eingemeindet. Oberschaar wurde folglich ein Ortsteil von Halsbrücke.